# 黄驥
黄 驥（こう き、生没年不詳）は、明代の官僚。字は致遠。本貫は全州清湘県。

## 生涯
1396年（洪武29年）、郷試に及第して、沙県教諭となった。永楽年間、礼科給事中に抜擢され、三度にわたって西域に対する使節をつとめた。1424年（永楽22年）、黄驥は西域からの朝貢使節の随従を制限し、貢献する物産も実需のある西域産の馬のみを受け取って、硇砂・梧桐・岩塩の類を受け取らないよう求める上疏をおこなった。洪熙帝はその文章を礼部尚書の呂震に示し、呂震を叱責した。後に黄驥は右通政に転じた。1427年（宣徳2年）、李琦や羅汝敬とともにベトナムの後陳朝に派遣され、陳暠を安南国王に封じた。1428年（宣徳3年）、帰国した。ほどなく死去した。著書に『黄門奏草』があった。